# Baptiste Gros
Pour les articles homonymes, voir Gros.
Baptiste Gros, né le 17 juillet 1990 à Annecy, est un fondeur français spécialisé dans le sprint. En Coupe du monde, il compte une victoire sur une étape ainsi que six autres podiums (quatre en sprint individuel et deux en sprint par équipes), le tout en style libre.

## Carrière
Actif au niveau international depuis 2010, il prend part cette année-là à ses premiers championnats du monde juniors où il y prend la quatrième place en relais sprint (avec Alexis Jeannerod, Tao Quemere et Damien Tarantola), la septième place en sprint et la 34e sur le 10 km classique.
En 2011, il participe à ses premières épreuves de Coupe du monde à Düsseldorf avec une 68e place en sprint. En 2012, c'est une 36e place qu'il prend à Düsseldorf et s'installe en équipe de France en Coupe du monde, il prend part aux étapes de sprint de Davos (47e), Rogla avec ses premiers points inscrits avec une 20e place, Milan (41e), Moscou (38e) et Szklarska Poreba (13e). Enfin, en fin de saison, il termine troisième aux Championnats de France au sprint classique derrière Bastien Buttin et Jean-Marc Gaillard.
La saison 2013 est une nouvelle saison d'apprentissage pour Baptiste Gros alternant la Coupe du monde et le second niveau (l'Alpen Cup). En Coupe du monde, ses performances sont les suivantes : 74e à Liberec, 19e à Lahti et enfin 12e à Drammen.
La saison 2014 voit Baptiste réaliser sa meilleure saison depuis le début de sa carrière. Poussif en début de saison avec une 52e place à Davos, une 40e place à Asagio et une 32e place à Nove Mesto, il monte sur son premier podium à l'occasion du sprint libre du Szklarska Poręba (Pologne), où il termine troisième. Il est devancé par Alex Harvey et Josef Wenzl mais se place devant Cyril Gaillard. Seuls deux Français étaient auparavant monté sur un podium en sprint avec Roddy Darragon et jean-Marc Gaillard. Cette performance lui permet d'être sélectionné pour les Jeux olympiques d'hiver de 2014 de Sotchi. Il y prend une 40e place au sprint style libre. En fin de saison, il termine la Coupe du monde sur une 22e place à Lahti et une 41e place à Drammen. Finalement, il est le meilleur Français au classement de la Coupe du monde du sprint avec le 32e rang.
Lors de la saison 2015, il nourrit de meilleures ambitions et veut confirmer sa progression. Il commence la saison par une 8e place au sprint de Lillehammer et de Davos. Il participe à son premier Tour de ski où il réalise une 22e place dans l'étape à Val Mustair dans un sprint style libre. Il marque après régulièrement des points en sprint style libre mais ne monte pas sur un seul podium : 21e à Rybinsk et 5e à Lahti. Il rencontre de nombreuses difficultés en style classique. Il participe aux Championnats du monde de Falun avec une 10e place en sprint relais accompagné de Robin Duvillard. Finalement, il termine au 15e rang du classement de la Coupe du monde du sprint.
Sans grands évènements, Baptiste Gros priorise la Coupe du monde en 2016. Après une 15e place en sprint classique à Ruka, il monte sur son deuxième podium en carrière à Davos, seulement devancé par Federico Pellegrino. Un mois, il réédite la même performance toujours devancé par Pellegrino à Planica mais monte sur le podium avec son équipier en équipe de France Richard Jouve troisième, Renaud Jay terminant quatrième. Le lendemain, en team sprint, il renoue avec une nouveau podium avec Renaud Jay, derrière les Italiens Pellegrino et Dietmar Nöckler mais devant l'autre duo français composé de Jouve et Valentin Chauvin. Le 4 mars 2016, à Québec sur le Ski Tour Canada, il s'impose devant Alex Harvey et Sergueï Oustiougov.
Aux Jeux olympiques d'hiver de 2018, à Pyeongchang, il prend la douzième place du sprint classique (demi-finaliste).
En décembre 2018, Gros monte de nouveau sur un podium lors d'un sprint de Coupe du monde en terminant troisième à Davos.

## Palmarès

### Jeux olympiques
| Épreuve / Édition   | Sprint                           | Sprint                           | 15 km                            | 15 km     | Skiathlon 2 × 15 km | 50 km | Relais | Relais    |
| Épreuve / Édition   | libre                            | classique                        | libre                            | classique | Skiathlon 2 × 15 km | 50 km | Sprint | 4 × 10 km |
| JO 2014 Sotchi      | 40e                              | Épreuve inexistante à cette date | Épreuve inexistante à cette date | —         | —                   | —     | —      | —         |
| JO 2018 Pyeongchang | Épreuve inexistante à cette date | 12e                              | Épreuve inexistante à cette date | —         | —                   | —     | —      | —         |

Légende :
- : pas d'épreuve
- — : Non disputée par Baptiste Gros

### Championnats du monde
| Épreuve / Édition     | Sprint                           | Sprint                           | 15 km                            | 15 km                            | Skiathlon 2 × 15 km | 50 km | Relais | Relais    |
| Épreuve / Édition     | libre                            | classique                        | libre                            | classique                        | Skiathlon 2 × 15 km | 50 km | Sprint | 4 × 10 km |
| Mondiaux 2015 Falun   | Épreuve inexistante à cette date | —                                | —                                | Épreuve inexistante à cette date | —                   | —     | 10e    | —         |
| Mondiaux 2017 Lahti   | 31e                              | Épreuve inexistante à cette date | Épreuve inexistante à cette date |                                  |                     |       |        |           |
| Mondiaux 2019 Seefeld | 14e                              | Épreuve inexistante à cette date | Épreuve inexistante à cette date |                                  |                     |       |        |           |

Légende :
- : pas d'épreuve
- — : Non disputée par Gros

### Coupe du monde
- Meilleur classement général : 24e en 2016.
- 4 podiums individuels : 2 deuxièmes places et 2 troisièmes places.
- 2 podiums par équipes : 2 deuxièmes places.

#### Courses par étapes
- Ski Tour Canada : 1 victoire d'étape en 2016 sur le sprint libre.

#### Classements en Coupe du monde
| Saison / Épreuve | Saison / Épreuve | Général | Général | Sprint | Sprint |
| ---------------- | ---------------- | ------- | ------- | ------ | ------ |
| Saison / Épreuve | Saison / Épreuve | Class.  | Points  | Class. | Points |
| 2011-2012        | 2011-2012        | 110e    | 31      | 57e    | 31     |
| 2012-2013        | 2012-2013        | 100e    | 34      | 51e    | 34     |
| 2013-2014        | 2013-2014        | 75e     | 69      | 32e    | 69     |
| 2014-2015        | 2014-2015        | 49e     | 133     | 15e    | 133    |
| 2015-2016        | 2015-2016        | 24e     | 324     | 4e     | 324    |
| 2016-2017        | 2016-2017        | 52e     | 123     | 20e    | 123    |
| 2017-2018        | 2017-2018        | 45e     | 134     | 16e    | 134    |
| 2018-2019        | 2018-2019        | 41e     | 167     | 14e    | 167    |

### Coupe OPA
- 8 podiums, dont 4 victoires.

### Championnats de France
Champion de France Elite :
- Sprint : 2016 - 2017